# Conclave de 2013
Vous lisez un « bon article » labellisé en 2014.
Le conclave de 2013 est le conclave à l'issue duquel le cardinal argentin Jorge Mario Bergoglio a été élu pape sous le nom de François, devenant le successeur de Benoît XVI, celui-ci ayant renoncé à sa charge le 28 février 2013. Il se déroule les 12 mars et 13 mars 2013, en cinq tours d'un scrutin auxquels participent, au sein de la chapelle Sixtine, cent quinze cardinaux électeurs.
Après huit années d'un pontificat consacré à la réconciliation au sein de l'Église catholique mais fortement agité par des scandales, comme l'affaire des fuites, les accusations de pédophilie impliquant des prélats ou les soupçons liés aux finances du Vatican, le pape Benoît XVI, élu en 2005, déclare le 11 février 2013 renoncer au ministère pétrinien, en raison d'une santé déclinante. Par un acte historique qui ne s'était pas produit depuis le XVe siècle, le pape, devenu « émérite », laisse à son successeur la reprise en main d'une Église soumise à ces défis, non sans avoir toutefois peaufiné l'organisation du conclave par son motu proprio Normas Nonnullas, visant à assouplir le délai d'ouverture tout en renforçant la notion de secret du huis clos.
Pendant que la presse du monde entier tente de dresser une liste de papabili et que les affaires courantes du Vatican sont laissées à la responsabilité du camerlingue Tarcisio Bertone, les dix congrégations générales qui précèdent le conclave, présidées par le doyen du Collège Angelo Sodano, permettent à plus de cent cinquante cardinaux d'évaluer la situation de l'Église, au cours de 161 interventions portant sur les questions de réforme de la Curie romaine ou l'évangélisation, mais aussi sur le profil du nouveau pape. C'est à cette occasion que le cardinal Jorge Mario Bergoglio fait une intervention remarquée, et considérée, dès après le scrutin, comme déterminante dans le choix des électeurs en sa faveur.
L'entrée en conclave se déroule selon les règles de la constitution apostolique Universi Dominici gregis. La chapelle Sixtine, où sont enfermés les électeurs, ainsi que la résidence Sainte-Marthe, où ils sont logés, sont aménagées pour garantir le secret du huis clos. À la date de vacance du siège apostolique, cent dix-sept cardinaux ont moins de quatre-vingts ans et ont donc le devoir de participer au scrutin. Cependant, les cardinaux Darmaatmadja, archevêque émérite de Jakarta, et O'Brien, archevêque émérite de Saint Andrews et Édimbourg, font savoir qu'ils ne se rendent pas au conclave, l'un pour raison de santé, l'autre à la suite de sa démission du diocèse, ramenant le nombre d'électeurs à cent quinze. Le premier vote se déroule le 12 mars 2013 et, après quatre nouveaux tours le lendemain, le scrutin se concrétise par la fumée blanche et l'Habemus papam annonçant la désignation du cardinal argentin Bergoglio, qui prend le nom de François.

## Conclave provoqué par une renonciation

### Renonciation du pape Benoît XVI

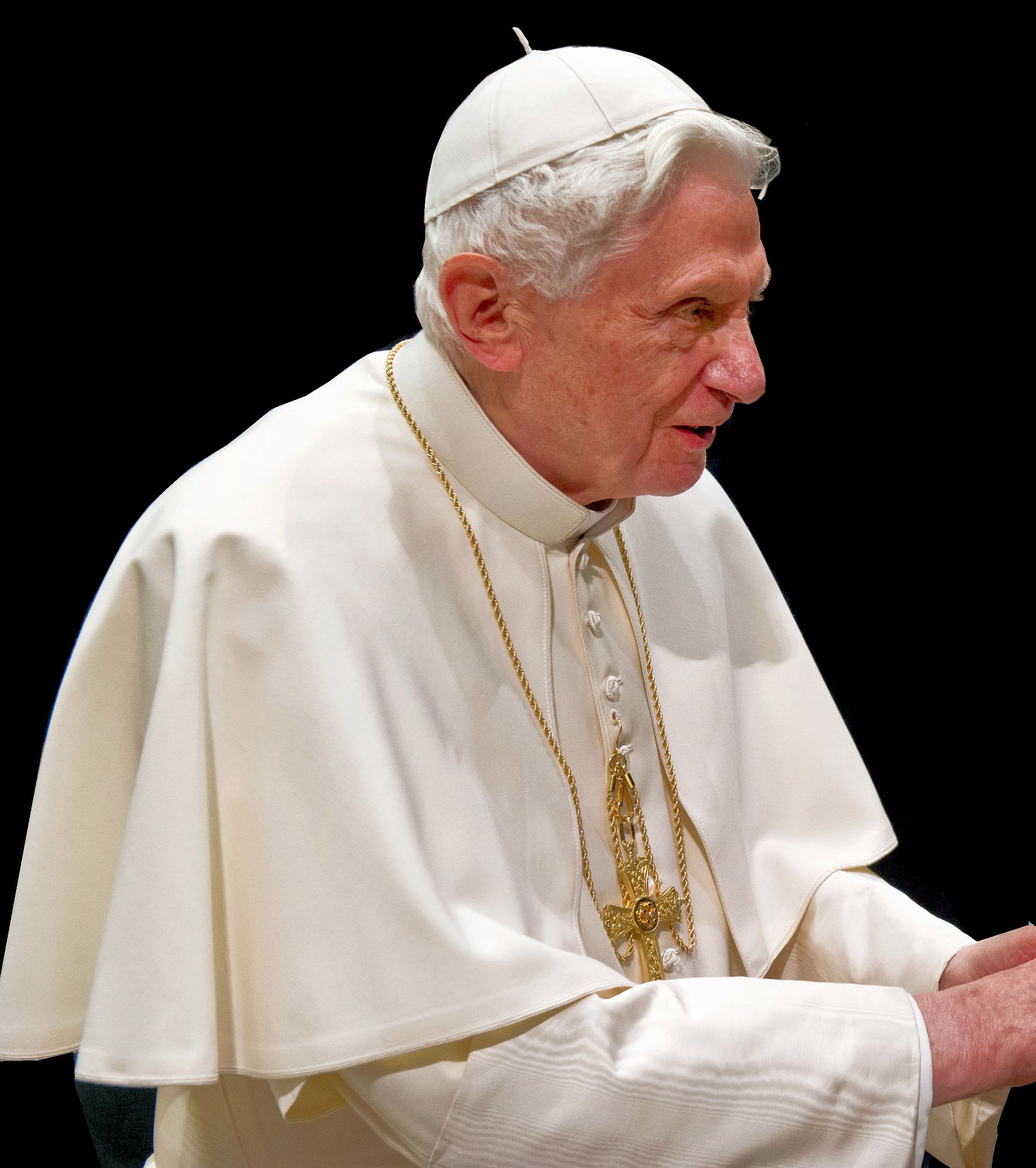
Benoît XVI lors d'une audience générale au Vatican, le 16 janvier 2013, quelques semaines avant sa renonciation.

Élu lors du conclave de 2005, le pape Benoît XVI annonce, le 11 février 2013, sa renonciation effective à la date du 28 février suivant à 20 heures, heure de Rome. Il explique y avoir songé pendant des mois, à mesure que sa « force de l'esprit et du corps » s'amenuisait, en raison de son « âge avancé » de 85 ans : « j'ai dû reconnaître mon incapacité à accomplir de manière adéquate le ministère qui m'a été confié ». Il est le premier à renoncer au pontificat depuis Grégoire XII, en 1415, lors du Grand schisme d'Occident. Alors cardinal, il avait déclaré en 2002, à propos de Jean-Paul II, que « si le pape constatait qu'il n'arrivait absolument plus à remplir ses fonctions, alors il démissionnerait certainement ». Il avait ajouté quelques années plus tard avoir « le droit [voire] le devoir de se retirer […] s'il ne peut plus assumer la charge de son ministère ». C'est d'ailleurs en accord avec le droit canon de l'Église, en son article 332§ 2.
En raison du caractère quasiment inédit d'une renonciation dans l'histoire pontificale, une commission rend ses conclusions sur les conséquences pratiques : le pape démissionnaire est appelé « Sa Sainteté Benoît XVI, pape émérite » (ou pontife romain émérite), porte une simple soutane blanche mais dépourvue de la mozette, une courte pèlerine rouge sans manches qui la recouvre au niveau des épaules et symbole de la fonction, et des chaussures de couleur marron et non plus du traditionnel rouge,. L'anneau du pêcheur, représentant saint Pierre jetant un filet près du Christ, est solennellement rendu inutilisable par le camerlingue devant les cardinaux, comme en cas de mort d'un pape. Benoît XVI écarte aussi la possibilité de participer lui-même au conclave, préférant se retirer dans la prière, en simple pèlerin, « caché du monde ».
À l'approche de l'entrée en conclave, on voit se multiplier les spéculations sur des raisons plus secrètes de sa renonciation au « ministère pétrinien », comme la récente intervention chirurgicale qu'il a subie sur son pacemaker ou, comme le quotidien italien La Repubblica l'évoque avec des « accents sensationnalistes », celles liées au scandale Vatileaks qui aurait révélé l'existence d'un « lobby gay », cette dernière information étant par ailleurs violemment démentie par le porte-parole du Vatican. Pour l'historien Yves Chiron, c'est donc un pape épuisé et non pas découragé qui renonce à une charge dont il ne peut plus assumer le rythme imposé par le souci pastoral de l'Église.

### Derniers jours du pontificat de Benoît XVI
Quelques jours avant la renonciation effective du pape, une dernière tentative d'accord de la commission Ecclesia Dei avec les lefebvristes de la Fraternité Saint-Pie-X échoue ; et le Vatican indique que ce dossier, très suivi par Benoît XVI lui-même, sera transmis au futur souverain pontife.
Les dernières apparitions publiques du pape sont l'occasion d'appeler à un « vrai renouveau de l'Église » : « tous ses membres [doivent] se renouveler et se réorienter de manière décidée vers Dieu, en reniant l'orgueil et l'égoïsme ». Dans un discours devant plusieurs centaines de membres du clergé romain, il donne sa lecture du concile Vatican II, en dénonçant l'interprétation des médias, qu'il juge erronée, le réduisant en une « lutte de pouvoirs des factions de l'Église ». Il reçoit notamment les papabilli Angelo Bagnasco et Angelo Scola, avec les évêques de Ligurie et de Lombardie au cours des deux dernières visites ad limina du pontificat puis, en audiences privées, le président du Conseil des ministres, Mario Monti, ainsi que le président de la République italienne Giorgio Napolitano et son épouse, Clio Maria Bittoni.
Comme acte ultime de son pontificat, Benoît XVI prescrit le motu proprio Normas Nonnullas, daté du 22 février et rendu public le 25, précisant un certain nombre de points pour l'organisation du conclave et visant à permettre aux cardinaux de le convoquer avant le 15 mars, et laisser ainsi à son successeur la possibilité de préparer les cérémonies de Pâques.
Durant l'ouverture de la première semaine de carême, comme chaque année, le pape s'abstient de toute audience et activité publique et suit les exercices spirituels de la Curie romaine, conduits, en 2013, par le cardinal Gianfranco Ravasi, également cité parmi les papabili et qui reçoit un hommage appuyé de Benoît XVI, au terme de cette retraite spirituelle.
Le dernier angélus du pontificat, le 24 février, est suivi par une foule nombreuse de plus de 100 000 fidèles rassemblés sur la place Saint-Pierre ; la 384e et dernière audience du pape, le 27 février 2013, devant 150 000 personnes, sans cérémonie particulière mais en présence de presque tous les cardinaux du monde prêts à entrer en conclave, est l'occasion d'un discours d'adieu, dans lequel il évoque les « eaux agitées de son pontificat »,,. Il reçoit, le lendemain, 143 cardinaux de la Curie et du monde entier, dans la Salle Clémentine du palais du Vatican,. Il leur déclare : « parmi vous se trouve le prochain pape, auquel je promets déférence et obéissance inconditionnelles », et appelle à l'unité de l'Église « comme d'un corps vivant » qui se transforme. Après une dernière apparition publique, il rejoint, à bord d'un hélicoptère blanc de l'armée de l'air italienne, la résidence d'été des papes de Castel Gandolfo, dans laquelle il va passer deux mois, le temps de la rénovation du monastère Mater Ecclesiae, en compagnie de son secrétaire particulier, Georg Gänswein, du régent de la Maison pontificale, Leonardo Sapienza, de son médecin personnel, Patrizio Polisca, et de quatre laïques du mouvement Communion et Libération.
À 20 heures le 28 février 2013, les gardes suisses, en faction à la résidence pontificale de Castel Gandolfo, en ferment les lourdes portes, avant de lever le camp et de céder la charge de la sécurité à la police municipale ; au même moment sont posés des scellés sur les appartements du pape au palais du Vatican, selon un méticuleux protocole, sous le contrôle du cardinal Tarcisio Bertone, nouveau récipiendaire, en tant que camerlingue, de la férule pétrinienne, et chargé de constater juridiquement la « vacance du siège apostolique ».

## Pré-conclave

### Organisation du conclave

#### Règles duSede vacanteet des congrégations générales

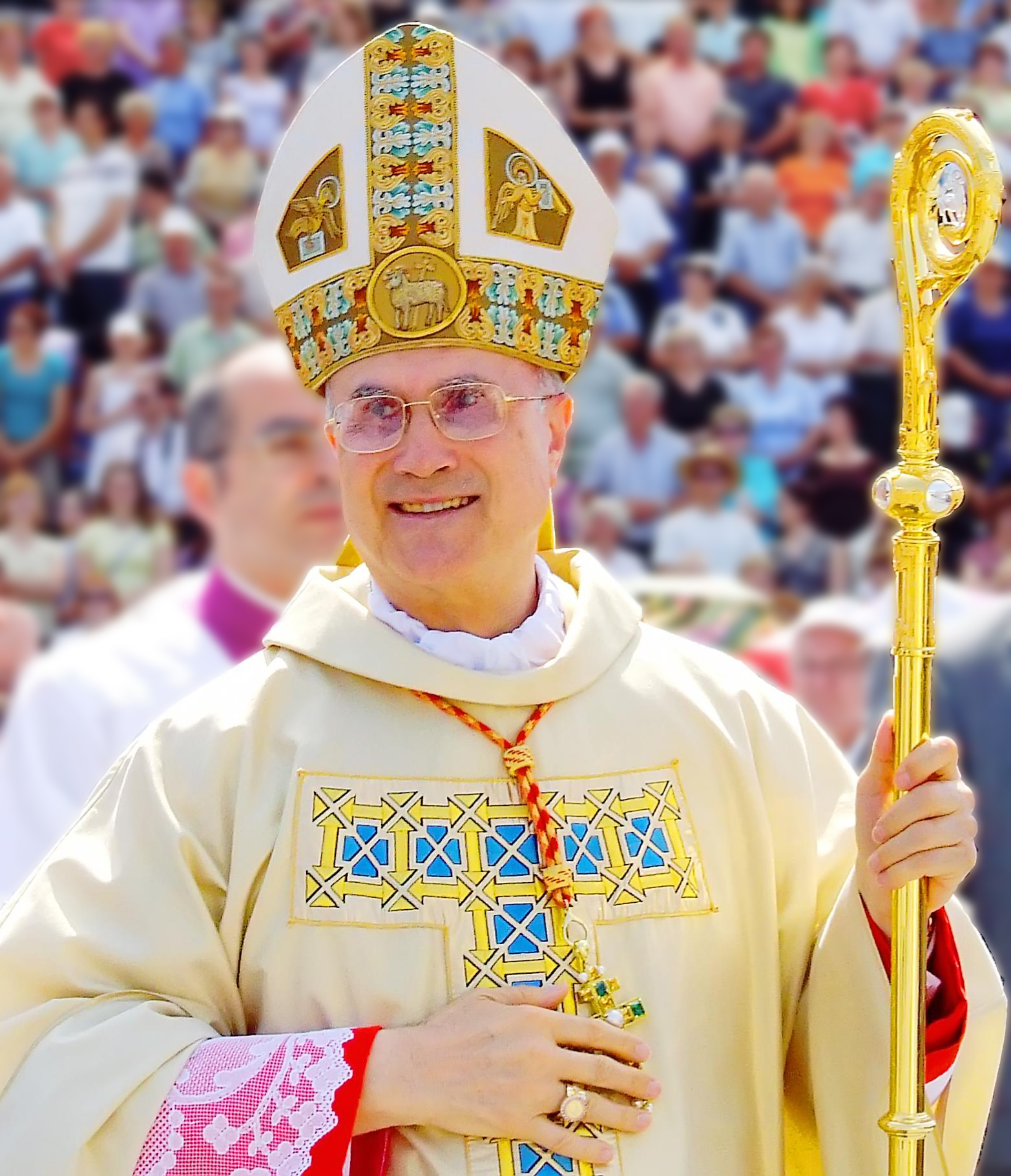
Le cardinal camerlingue Tarcisio Bertone.

Armoiries du camerlingue Bertone pendant la vacance.

Les modalités d'élection du pape sont définies par la constitution apostolique Universi Dominici Gregis, promulguée par Jean-Paul II le 22 février 1996, amendée par le motu proprio de Benoît XVI du 11 juin 2007 et celui du 22 février 2013.
Dès la vacance du siège apostolique (Sede vacante), les activités des dicastères sont suspendues et le Collège cardinalice, composé des cardinaux électeurs ou non électeurs, est convoqué par le doyen, Angelo Sodano. Il se réunit en congrégations générales qui préparent le conclave, fixent sa date d'ouverture et gèrent les affaires courantes, sans pour autant pouvoir prendre de décision dont la validité excéderait la période de vacance. Le 1er mars 2013 est expédiée la convocation des cardinaux pour la première congrégation générale, qui se tient le lundi 4 mars 2013 à 9 h 30, dans la salle du Synode, de 250 places, située au sein du complexe Nervi,. Elle réunit 142 cardinaux, dont 103 électeurs et permet de composer, pour trois jours, par tirage au sort, la « congrégation particulière » chargée, autour du camerlingue Tarcisio Bertone, de gérer les affaires courantes : celle-ci comprend Giovanni Battista Re, de l'ordre des évêques, Crescenzio Sepe, de l'ordre des prêtres, et Franc Rodé, de l'ordre des diacres. Chaque jour, alors que continuent d'affluer les cardinaux du monde entier, les congrégations générales, réunions tenues sous le serment du secret, évoquent l'état de l'Église et de la Curie, et les enjeux de l'élection à venir, en particulier les conditions que doit réunir le prochain élu,. Lors de la 5e congrégation générale réunissant 152 cardinaux dont 115 électeurs, la nouvelle congrégation particulière assistant le camerlingue, pour la période du 7 au 9 mars, est composée, selon tirage au sort, de Bechara Boutros Rahi (ordre des évêques), Laurent Monsengwo Pasinya (ordre des prêtres) et Velasio de Paolis (ordre des diacres). La 10e et dernière congrégation procède à la désignation d'Antonios Naguib, Marc Ouellet et Francesco Monterisi.

#### Préparation de la chapelle Sixtine
La résidence Sainte-Marthe ne devant accueillir les cardinaux que le matin de l'ouverture du conclave, les résidentiels sont logés dans la ville de Rome,,.
Le 5 mars 2013, la chapelle Sixtine est fermée au public pour les travaux d'aménagement permettant la tenue du conclave. Une équipe de 40 personnes, sous la direction de Paolo Sagretti, responsable de la Floreria du Vatican, organise la chapelle pour ce rite séculaire : sont disposés 115 sièges en bois de cerisier sur lesquels sont inscrits les noms des cardinaux électeurs ; 15 grandes tables de bois brut, couvertes d'un tissu beige et de satin bordeaux, sont installées sur quatre rangées ; sous la fresque Le Jugement dernier, de Michel-Ange, on place une table sur laquelle sont disposées, à côté de l'Évangile, trois urnes d'argent et de bronze, créées par le sculpteur Cecco Bonanotte d'après une tapisserie du Vatican du XVIIe siècle figurant les calices ayant servi d'urnes au conclave de 1623 ; elles puisent leur iconographie dans les symboles traditionnels pastoraux. Un trône destiné au nouveau pape est mis en place à côté de l'autel. Le poêle où sont brûlés les bulletins à l'issue des scrutins, d'ordinaire conservé dans un dépôt de Santa Maria di Galeria, est aussi monté, au côté d'un appareil à fumigène récent permettant de diffuser une fumée indéniablement blanche en cas d'élection. Le premier est utilisé depuis 1939, le second a été mis en place en 2005,. Une cage de Faraday est mise en place ainsi que d'autres dispositifs de brouillage des télécommunications pour éviter tous contacts ou écoutes. Les habits que doit revêtir le pape issu de ce conclave sont confectionnés par la maison Gammarelli, tailleur officiel du Saint-Siège depuis le XVIIIe siècle : une soutane de laine blanche, en trois tailles différentes, une mosette de velours rouge bordée de fourrure blanche, une étole, une calotte et des chaussures rouges.

#### Implication des fidèles
Dans leurs différents diocèses, les évêques appellent les fidèles à accompagner les cardinaux par la prière et diverses initiatives sont lancées. Ainsi, au Royaume-Uni, qui n'est représenté par aucun cardinal électeur, l'archevêque de Westminster Vincent Nichols rappelle l'importance de l'ecclésiologie de communion. Son confrère de Shrewsbury, Mark Davies, invite les catholiques à s'abstenir de participer au jeu des pronostics,.
Sur internet, un mouvement de jeunes catholiques crée le site Adopt a Cardinal, qui attribue aux participants un cardinal sélectionné au hasard afin de l'accompagner par la prière tout au long du conclave ; la proposition est saluée par le Vatican, qui relève qu'il y a plus de 350 000 inscrits,,.

### Enjeux et tensions

#### Pression polémique avant le conclave
Pour Frédéric Lenoir, spécialiste des religions, le futur pape hérite de problèmes parfois restés tabous dans l'Église : la Banque du Vatican et la réforme de la Curie romaine, mais aussi les affaires de pédophilie, la question des intégristes catholiques que Benoît XVI a essayé de réintégrer sans succès, ou encore l'évolution de l'Église sur les questions de société, comme le mariage des prêtres, le remariage des divorcés, et la place des femmes dans l'Église.
Le niveau de polémique et de rumeur atteint même un niveau inégalé par rapport aux précédents conclaves, en particulier après l'évocation d'un « lobby gay ». L'idée qu'un « réseau uni par l'orientation sexuelle » ait influé sur la conduite des affaires vaticanes est rapidement rejetée par le Vatican, qui y voit une façon inédite de jeter le discrédit et la confusion auprès de l'opinion publique, par opposition à la pression des États, dans le passé, pour tenter d'orienter l'élection.
D'autres polémiques surgissent aussi sur les participants au conclave. Ainsi la présence du cardinal Roger Mahony est ouvertement contestée, car il est accusé d'avoir couvert des prêtres pédophiles dans son diocèse de Los Angeles aux États-Unis. D'autres cardinaux, comme Justin Francis Rigali, Godfried Danneels et Sean Brady, subissent également des critiques quant à leur gestion des affaires d'abus sexuels. Une liste de cardinaux accusés d'avoir couvert des scandales sexuels, incluant des papabili sérieux, est publiée par une association, mais rapidement contestée. En particulier, le cardinal Keith O'Brien, accusé de « comportements indécents » qu'il aurait eus dans les années 1980 à l'égard de plusieurs prêtres, démissionne de l'archidiocèse d'Édimbourg, ce qui remet en cause sa participation au conclave.
Gavin Hewitt, pour la BBC, estime qu'au sein du conclave, « la principale ligne de fracture n'est pas entre les conservateurs et les libéraux. En vérité, il y a très peu de libéraux parmi les cardinaux. La principale opposition est entre ceux qui considèrent que la Curie doit être nettoyée et ceux qui continuent à défendre le statu quo » ; il cite Angelo Scola et Timothy Dolan parmi les principaux réformateurs.

#### Question de la date
L'article 37 de la Constitution apostolique Universi Dominici Gregis prescrit que le conclave doit commencer quinze à vingt jours après la vacance du siège apostolique, afin de laisser le temps aux cardinaux de rallier le Vatican. Toutefois, peu après l'annonce de la renonciation, l'hypothèse d'une date avancée de quelques jours est envisagée, motivée par la présence d'une grande partie du corps cardinalice lors de la dernière audience d'adieu du 28 février et par la volonté de laisser au successeur de Benoît XVI le soin d'organiser la semaine sainte,. Afin d'éviter toute incertitude, le pape Benoît XVI prescrit, le 22 février 2013, le motu proprio Normas Nonnullas par lequel il ajuste certaines règles pratiques du conclave, dont l'article 37 de la constitution apostolique, pour « laisser au collège des cardinaux la possibilité d'anticiper le début du conclave, sous réserve de la présence de tous les électeurs »,.
La question de la date du conclave fait l'objet, selon la presse, de tensions entre la Curie et les cardinaux étrangers — en particulier ceux des États-Unis qui ont tenu, au début, leur propre point presse —, ces derniers étant désireux de disposer de plus de temps pour s'informer des dossiers difficiles, dans l'objectif d'une réforme de la Curie. Les cardinaux se décident par vote,,, peu de temps après l'arrivée à Rome du dernier d'entre eux, lors de la 8e congrégation générale tenue le 8 mars 2013 : l'ouverture du conclave est annoncée pour le 12 mars 2013. Une fois la date fixée par une très large majorité des cardinaux, le conclave est présenté comme devant être court.

#### Débats des congrégations générales
Les dix congrégations évoquent les problèmes de l'Église, permettant à la quasi-totalité des cardinaux de s'exprimer sur les problèmes abordés : la réforme de la Curie, les rapports du Saint-Siège avec les épiscopats, l'exigence de la nouvelle évangélisation, la collégialité autour du futur pape, le rang de la femme dans l'Église, sur le dialogue inter-religieux, la bioéthique et la miséricorde. Ces réunions, qui visent à prendre des décisions pratiques sur l'organisation du conclave, sont surtout l'une des rares occasions pour l'ensemble du collège cardinalice d'échanger suggestions et points de vue sur les grands défis de l'Église et de se faire « une idée générale de la situation de l'Église dans le monde ».
Rien n'est supposé filtrer de ces congrégations, mais les sujets plus délicats ou polémiques sont abordés, comme l'affaire Vatileaks, les questions de pédophilie, la banque du Vatican, même si ces discussions générales ne sont pas formellement organisées. Ces congrégations générales sont aussi l'occasion pour les cardinaux de se connaître ainsi que de mieux se faire connaître de leurs pairs, le caractère de papabile étant, par ailleurs, souvent attribué par les médias en fonction de la renommée, et non véritablement selon l'avis des membres du Collège.
Après l'élection, certains cardinaux évoquent l'influence de l'intervention remarquée du cardinal Bergoglio, durant les congrégations générales, au sujet de l'orientation que, selon lui, l'Église doit prendre. Cette intervention est dévoilée in extenso, le 27 mars suivant, par le cardinal cubain Jaime Ortega, avec l'accord du pape. Le cardinal Bergoglio, futur pape, affirme à propos de l'évangélisation que « l'Église doit tout quitter et se tourner vers les périphéries », à la fois géographiques, humaines et existentielles, vers les plus petits, les pécheurs, les souffrants, les victimes de l’injustice et de l'ignorance. Il fustige une « Église auto-référentielle » et prescrit une réforme la transformant en Église évangélisatrice et non repliée sur elle-même,, « réformes dont l'Église a urgemment besoin » ; il conclut par l'attente et l'espoir d'un « homme qui, partant de la contemplation de Jésus-Christ, pourrait aider l'Église à se rapprocher des périphéries existentielles de l'humanité ».
Des analystes soulignent en outre qu'une altercation, lors d'une des congrégations générales, le 11 mars, entre Tarcisio Bertone et João Braz de Aviz, aurait démontré une lassitude des cardinaux vis-à-vis d'un « univers de gouvernement dont ils souhaitaient s'éloigner » et ouvert la voie à celui au service duquel « la Curie [devait] se mettre », selon les mots de l'ancien président de la Conférence épiscopale italienne, le cardinal Camillo Ruini, non électeur mais considéré comme influent.

## Cardinaux électeurs et papables

### Composition du collège des cardinaux électeurs

Répartition des cardinaux électeurs, présents au conclave, par continent.
Italie (28)
Europe (hors Italie) (32)
Amérique du Nord (20)
Amérique du Sud (13)
Afrique (11)
Asie et Océanie (11)

Le pape, garant de l'unité de l'Église catholique romaine et monarque temporel de l'État du Vatican, est élu par les seuls membres du Collège des cardinaux n'ayant pas plus de 80 ans. Les 207 cardinaux ont été nommés par Paul VI (2), Jean-Paul II (122) et Benoît XVI (83), à l'occasion de différents consistoires ordinaires. 75 d'entre eux résident à Rome,. Sur l'ensemble du collège, seuls 117, dont 38 appartiennent à la Curie romaine, ont moins de 80 ans au 28 février 2013, date de vacance du siège apostolique, et peuvent participer au conclave comme électeurs.
La participation de ces cardinaux est obligatoire ; Federico Lombardi, porte-parole du Saint-Siège rappelle que « c'est un devoir, un ministère conféré aux cardinaux ; sous aucun prétexte ils ne peuvent y déroger ». Toutefois, le 22 février, le cardinal indonésien Julius Riyadi Darmaatmadja indique qu'il ne peut se rendre au conclave pour raisons de santé. Le 25 février, le cardinal écossais Keith O'Brien, annonce, alors que des accusations le touchent, avoir décidé de ne pas prendre part au conclave à la suite de sa démission, arguant qu'il « ne souhaite pas que les médias se focalisent sur [lui] à Rome, mais plutôt sur le pape Benoît XVI et son successeur »,. Les deux motifs d'absence sont formellement acceptés lors de la 7e congrégation générale des cardinaux, réunie le 8 mars 2013. Il n'y a donc que 115 cardinaux électeurs présents au conclave.
Le Collège est majoritairement composé de cardinaux créés par Benoît XVI, au nombre de soixante-sept, tandis que quarante-huit d'entre eux ont reçu la pourpre des mains de son prédécesseur Jean-Paul II, assurant ainsi au pape démissionnaire une continuité doctrinale. En outre, en réunissant deux consistoires rapprochés, il a rassemblé par la barrette cardinalice l'ensemble des personnalités qu'il considère marquantes. Leur âge moyen est de 77 ans, le plus jeune étant l'Indien Baselios Cleemis (54 ans) et le plus vieux l'Allemand Walter Kasper (80 ans).

### Pronostics des médias

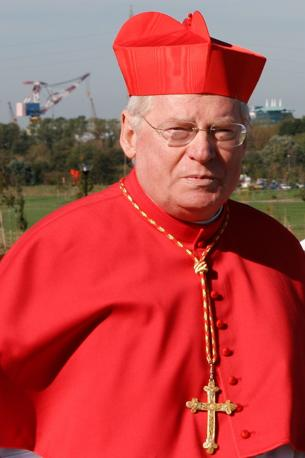
Angelo Scola, principal cardinal papable.

À chaque consistoire aboutissant à la création de nouveaux cardinaux, les médias et les vaticanistes s'efforcent de repérer ceux qui pourraient succéder au souverain pontife. Dès celui de 2010, on évoque l'Italien Mauro Piacenza, préfet de la Congrégation pour le clergé, ou le Sri Lankais Albert Malcolm Ranjith. Les nominations de février 2012 confirment la prédominance des cardinaux de curie et tandis que les observateurs s'étonnent de l'absence de créations de prélats d'Afrique ou d'Amérique latine, les regards se tournent vers le Canadien Marc Ouellet, occupant la fonction stratégique de préfet de la Congrégation pour les évêques, pour la succession d'un pape vieillissant, même si ce dernier affirme alors n'avoir « nullement l'intention de démissionner ». Le dernier consistoire du pontificat de Benoît XVI lui permet de procéder à un réajustement, même symbolique, en ne choisissant aucun Européen parmi les six créés, imprimant sa marque au futur conclave et laissant ouverte la voie d'un non-Italien à la tête de l'Église : l'un d'eux, le Philippin Luis Antonio Tagle, est susceptible d'occuper la charge papale.
Dès l'annonce de la renonciation de Benoît XVI, la presse voit l'élection comme un enjeu entre les courants réformateurs et conservateurs au sein de l'Église — bien que de nombreux commentateurs notent la très forte majorité de cardinaux conservateurs dans les choix de nominations de Benoît XVI et de Jean-Paul II — mais aussi comme un enjeu géographique : « des responsables du Saint-Siège privilégient l'hypothèse d'un prochain pape non-européen », prioritairement d'Amérique latine qui « représente aujourd'hui 42 % des 1,2 milliard de catholiques dans le monde, quand l'Europe n'en compte que 25 % ». La question de la personnalité et du charisme est aussi évoquée. Le conclave apparaît ouvert et chaque journal ajoute des noms à la liste des cardinaux papabili. Un tour de la presse mondiale donne plus d'une quarantaine de papables sur 117 cardinaux. Si certains d'entre eux sont plus souvent cités, les médias nationaux ne manquent pas de souligner les capacités pontificales de leurs ressortissants : ainsi en est-il, par exemple, des États-Unis avec Sean Patrick O'Malley, de l'Espagne avec Antonio Cañizares ou de la France avec André Vingt-Trois, sans pour autant que l'on puisse les qualifier de papabili.
Parmi les cardinaux italiens, trois noms se détachent : Angelo Bagnasco est populaire dans son pays mais il incarne un trop grand traditionalisme, ; Gianfranco Ravasi, fervent défenseur du dialogue avec les non-croyants, manque d'expérience pastorale, ; enfin, le théologien Angelo Scola, impliqué dans le dialogue avec l'Islam,, déjà favori lors du précédent conclave, risque de pâtir de ses piètres qualités oratoires.
À la tête de grands diocèses européens, l'archevêque de Budapest, Péter Erdő,, et celui de Vienne, Christoph Schönborn, ancien étudiant de Benoît XVI et tenant des « prises de position prudemment réformistes », peuvent bénéficier de leur proximité européenne. Le continent africain apparaît de plus en plus susceptible de fournir un pape au monde catholique : si Wilfrid Fox Napier (Afrique du Sud) et Robert Sarah (Guinée), sont parfois évoqués, les favoris restent Peter Kodwo Appiah Turkson (Ghana), « porte-parole de la conscience sociale de l'Église et […] favorable à une réforme du monde financier », considéré comme le plus solide candidat d'Afrique, et Francis Arinze (Nigeria), ancien préfet du Vatican pour le dialogue inter-religieux, dont le nom est le plus cité par les parieurs.
Seul papabile asiatique mentionné par les analystes, le Philippin Luis Antonio Tagle, proche de Benoît XVI, bénéficie d'un caractère dynamique et charismatique, mais son relatif jeune âge (55 ans) peut être un frein à son élection. Enfin, le continent américain est susceptible de fournir un pontife : Marc Ouellet confirme sa position de favori ; le Hondurien Óscar Andrés Rodríguez Maradiaga, déjà évoqué au précédent conclave, a accru encore sa renommée ; les Argentins Jorge Mario Bergoglio et Leonardo Sandri, paraissent bien placés, encore que le premier, archevêque de Buenos Aires, puisse pâtir de son âge et de son refus d'occuper le siège pétrinien lors de l'élection de 2005 ; il est aussi desservi par ses relations compliquées avec la Curie romaine qui l'accuse de ne pas « suivre la doctrine ». C'est donc sans doute de l'un des trois cardinaux du Brésil, pays comptant le plus de catholiques au monde, que peut provenir le successeur de Benoît XVI : João Bráz de Aviz,, Claudio Hummes et, surtout, Odilo Pedro Scherer, « conservateur dans son pays, mais considéré comme un modéré ailleurs ».
À l'approche de l'entrée en conclave, la presse réduit à une demi-douzaine les prélats susceptibles d'être élus, opposant deux options : l'archevêque de Milan Angelo Scola, proche de Benoît XVI, qui rassemblerait les tenants d'une réforme radicale du gouvernement de l'Église, principalement des cardinaux non italiens, est crédité d'une quarantaine de voix ; sur l'autre front, la ligne de la puissante Curie romaine, conduite par Tarcisio Bertone et le doyen des cardinaux Angelo Sodano, pourtant considérés jusqu'alors comme « adversaires politiques », soutiendrait le Brésilien Odilo Scherer, plus réformiste et libéral. Une troisième voie est aussi évoquée autour d'un papabile résidentiel, plus international, comme Péter Erdő, Albert Malcolm Ranjith ou Leonardo Sandri, en alliance avec un cardinal italien. Le soir de l'élection, la presse s'attend plutôt à l'élection d'Angelo Scola, qu'annonce même, par anticipation, la Conférence des évêques italiens,.

## Déroulement du conclave

### Extra omnes
En plus des cardinaux, quatre-vingt-dix personnes sont soumises au secret du huis clos : le secrétaire du conclave, le maître des cérémonies liturgiques, des cérémoniaires, l'assistant du cardinal doyen, des religieux et religieuses de la sacristie papale, des confesseurs, des médecins et infirmiers, du personnel de bouche et d'entretien, du personnel technique et de sécurité, des chauffeurs et ascensoristes, des prêtres assistant certains cardinaux, le commandant et un major de la garde suisse pontificale. Ils prêtent serment, sous peine d'excommunication, de garder le secret sur le déroulement du conclave devant le camerlingue, assisté de deux protonotaires apostoliques participants, le 11 mars à 17 h 30 en la chapelle Pauline.
Le mardi 12 mars, après s'être rassemblés dans la basilique Saint-Pierre de Rome, pour la grand-messe solennelle Pro Eligendo Romano Pontefice, les 115 cardinaux électeurs, vêtus de pourpre, avec une mosette sur un surplis de dentelle blanche, et coiffés de la barrette cardinalice, entrent en procession, au son de la litanie des saints, depuis la chapelle Pauline jusqu'à la chapelle Sixtine. Collectivement puis tour à tour, les cardinaux de 51 pays différents, jurent, la main droite, ornée de l'anneau cardinalice, posée sur la bible, de garder le secret,. À 17 h 34, le maître des cérémonies liturgiques pontificales, Guido Marini, prononce la formule rituelle Extra omnes ! et referme les lourdes portes, marquant ainsi l'ouverture du conclave. Les cardinaux électeurs sont enfermés dans ce lieu censé promouvoir « une conscience de la présence de Dieu », jusqu'à ce qu'ils aient élu un nouveau pape, procédure qui peut durer plusieurs jours. En dehors du temps de l'élection, les cardinaux sont logés dans la résidence Sainte-Marthe, située de l'autre côté de la basilique, les chambres leur étant attribuées par tirage au sort.
L'élection se déroule sous la présidence du cardinal Giovanni Battista Re, le plus ancien des cardinaux-évêques électeurs : le doyen du Collège, Angelo Sodano, de même que le vice-doyen, Roger Etchegaray, étant âgés de plus de 80 ans, ne peuvent pas assister au huis clos.

### Scrutin
Les cardinaux élisent en principe l'un des leurs, même s'il leur est théoriquement possible d'élire tout catholique adulte de sexe masculin. Officiellement, leur choix est « guidé par le Saint-Esprit ». Bien qu'il leur soit interdit de mener ouvertement campagne, une élection papale reste un processus hautement politique, fait de discussions, d'alliances et de coalitions entre cardinaux. L'élection s'effectue à bulletin secret, selon un rituel très codifié : chaque cardinal inscrit le nom qu'il choisit sur un bulletin portant la mention Eligo in Summum Pontificem (en français : « J'élis au suprême pontificat ») puis le plie et le replie. Le déroulement de chaque scrutin est lent, en raison du rituel minutieux de l'élection : chaque cardinal, un à un et dans l'ordre de préséance, s'approche de l'autel, prononce le serment et dépose son vote dans l'urne.
Une majorité des deux tiers est requise pour l'élection d'un pape. Le premier scrutin, considéré en général comme une « primaire », a lieu le soir de l'entrée en conclave. Il ne produit pas cette majorité. Le lendemain, quatre nouveaux scrutins se tiennent, deux le matin et deux l'après-midi. Chaque demi-journée, les bulletins sont brûlés, produisant une fumée visible de l'extérieur : noire lorsqu'il faut procéder à un nouveau vote et blanche lorsqu'un nouveau pape est élu.
Malgré le secret du conclave, diverses hypothèses sont élaborées par les médias puis par plusieurs biographes sur les voix obtenues lors des quatre premiers tours : Angelo Scola, Marc Ouellet et Jorge Mario Bergoglio auraient été en tête, le premier étant rapidement distancé,. Le Canadien aurait ensuite soutenu le cardinal Bergoglio. Le troisième tour lui aurait permis de recueillir une cinquantaine de votes et le suivant près de la majorité requise de 77,,. Après un cinquième tour annulé sans être dépouillé en raison de la présence d'un 116e bulletin vierge (surnuméraire), au sixième tour, Bergoglio aurait vraisemblablement obtenu plus de 90 voix,,.
| Date         | Heure   | Type de fumée | Remarques                                                                                             |
| ------------ | ------- | ------------- | --- |
| 12 mars 2013 | 19 h 42 | noire         | Fumée noire difficile à visualiser en raison de l'obscurité.                                          |
| 13 mars 2013 | 11 h 39 | noire         | Cette fumée noire regroupe les 2e et 3e scrutins qui ont eu lieu pendant la matinée.                  |
| 13 mars 2013 | 19 h 6  | blanche       | Jorge Mario Bergoglio est élu à l'issue du 5e scrutin,. L'abondante fumée s'échappe durant 7 minutes. |

### Habemus papam

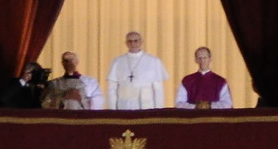
La première apparition du pape François au balcon de Saint-Pierre de Rome, entouré du maître des cérémonies pontificales Guido Marini et du cérémoniaire Francesco Camaldo.

À l'issue du cinquième scrutin dépouillé, Giovanni Battista Re, président du conclave, accompagné du secrétaire du collège Lorenzo Baldisseri et du maître des célébrations liturgiques pontificales, Guido Marini, rappelés à cette occasion dans la chapelle par le dernier dans l'ordre des cardinaux-diacres James Michael Harvey, demande au cardinal Bergoglio, ayant recueilli plus de 77 votes en sa faveur, s'il accepte l'élection. Selon Angelo Comastri, archiprêtre de la basilique Saint-Pierre, l'élu répond : « Je suis un grand pécheur ; confiant dans la miséricorde et la patience de Dieu, dans la souffrance, j'accepte ». Puis il est demandé au nouveau pape le nom qu'il choisit,.
Le nouveau pape reçoit ensuite, de la part des cardinaux présents dans la chapelle Sixtine, une déclaration d'obéissance. Il remet à l'archevêque Lorenzo Baldisseri, présent à cette cérémonie en tant que secrétaire du conclave, sa propre calotte rouge en lui disant « Tu es cardinal à moitié ». Définie par l'un des cérémoniaires comme étant « une vieille tradition », cette initiative ne s'était pourtant produite qu'en 1958, lorsque Jean XXIII, à peine élu, avait remis sa calotte de couleur pourpre au secrétaire du conclave, Alberto di Jorio.

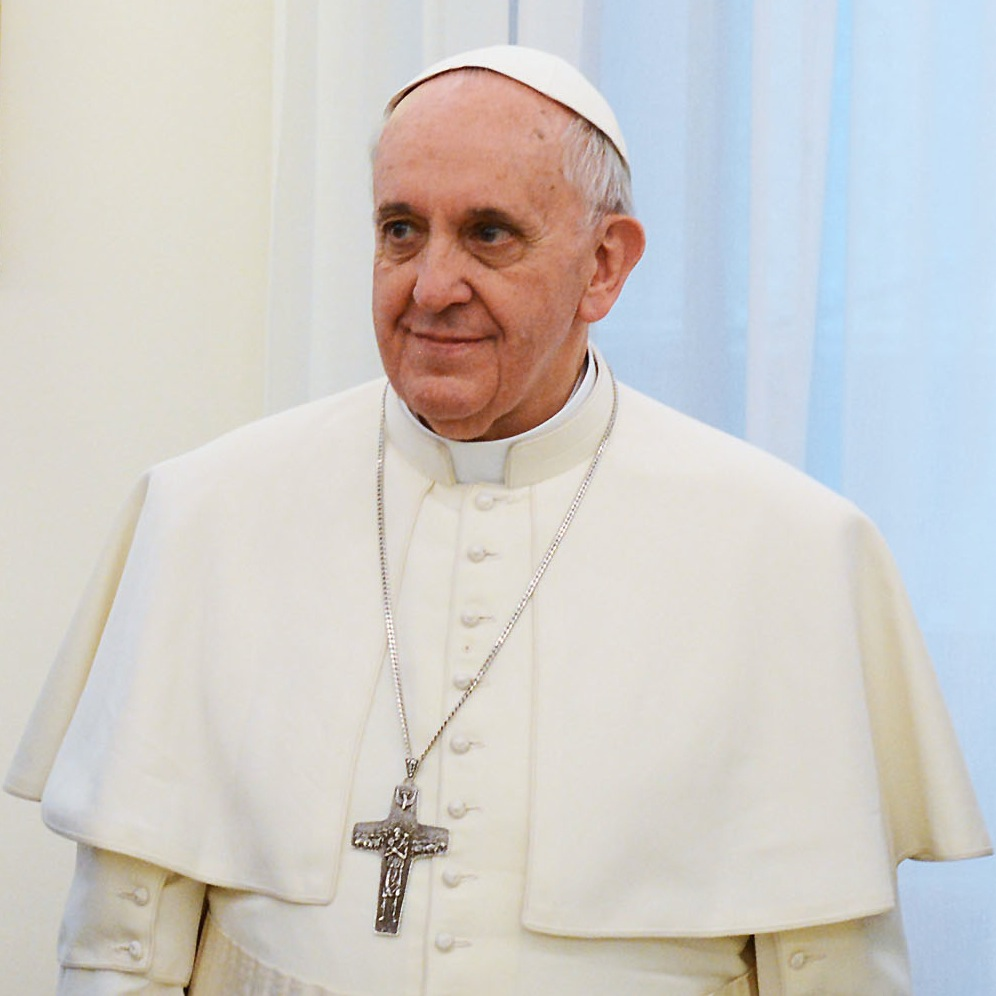
Le pape François, le 18 mars 2013.

La fin du vote est alors révélée au public par la fumée blanche et la sonnerie des cloches de Saint-Pierre. Le cardinal protodiacre, le Français Jean-Louis Tauran, annonce, le 13 mars 2013 à 20 h 12, selon la formule consacrée : « Annuntio vobis gaudium magnum : Habemus papam ! Eminentissimum ac Reverendissimum Dominum, Dominum Georgium Marium, Sanctae Romanae Ecclesiae Cardinalem Bergoglio, qui sibi nomen imposuit Franciscum. » (« Je vous annonce une grande joie : nous avons un pape ! Le très éminent et très révérend seigneur Jorge Mario Bergoglio, cardinal de la sainte Église de Rome, qui s'est imposé le nom de François. »).
Précédé de la croix de procession, le nouveau pape se présente ensuite au balcon de la basilique Saint-Pierre. Rompant avec les codes, il apparaît en simple soutane blanche, sans la traditionnelle mosette. Il s'adresse d'abord à la « communauté diocésaine de Rome », déclarant que « le conclave a donné un évêque à Rome ». Il ajoute : « les cardinaux sont allés me chercher au bout du monde ». Il prie ensuite pour l'évêque émérite Benoît XVI, récite avec la foule le Notre Père, le Je vous salue Marie, et le Gloire au Père, puis demande à la foule de faire silence et de prier pour lui, avant de donner sa bénédiction urbi et orbi.
Cette cérémonie marque le début du pontificat. Les médias le désignent d'abord par erreur sous le nom de François Ier, avant que le père Federico Lombardi, porte-parole du Vatican, confirme l'intervention du protodiacre et fasse savoir que le pape portera simplement le nom de François, sans l'habituel chiffre romain, « aussi longtemps qu'il n'y aura pas de pape qui choisira de s'appeler François II ». Pour expliquer son choix, le nouveau pape indique que « François est le nom de la paix, et ainsi est venu ce nom dans mon cœur […] Durant l'élection, j'étais à côté de l'archevêque de São Paulo, Claudio Hummes, un grand ami […] Quand les votes ont atteint les deux tiers, il m'a serré dans ses bras et embrassé et m'a dit : « Et n'oublie pas les pauvres ! » Immédiatement, en relation avec les pauvres, j'ai pensé à François d'Assise, aux guerres […] C'est pour moi l'homme de la pauvreté, l'homme de la paix ». On lui avait suggéré 'Adrien', en hommage à Adrien VI, réformateur manqué, ou 'Clément' — sur le mode humoristique — pour se venger de Clément XIV qui avait supprimé la Compagnie de Jésus.
Le choix de Bergoglio est une surprise, accentuée par son refus de la charge pontificale qu'il aurait exprimé lors du conclave précédent, à moins qu'il ne se soit alors désisté à cause de la faiblesse relative des suffrages portés sur lui, face à Joseph Ratzinger. Il pourrait trouver son explication dans une impossibilité de départager les deux favoris, Odilo Scherer et Angelo Scola, lors des premiers tours de scrutin, et l'obligation de trouver un « troisième homme », à l'image de Karol Wojtyla en 1978. Sont évoquées également comme explications des querelles intestines entre cardinaux italiens et, selon le vaticaniste Vittorio Messori, le choix géopolitique d'un pape d'Amérique du Sud ; en effet, dans ce sous-continent où le catholicisme recule face au prosélytisme des Églises évangéliques et pentecôtistes, ses origines italiennes lui donnent une meilleure aptitude, grâce à sa deuxième langue maternelle, de réorganiser la Curie romaine. Enfin, même s'il a été question, au cours de ce conclave, de l'âge avancé du nouvel élu, les cardinaux français électeurs rappellent que la renonciation de Benoît XVI libère ses successeurs du devoir d’assurer jusqu'au bout leur mandat et ils soulignent qu'il a été choisi pour sa personnalité, proche du peuple et des pauvres, qui a émergé au cours des congrégations générales.
Le secret du conclave, levé à l'instant même où le cardinal accepte la charge qui lui est confiée, doit perdurer sans que jamais l'on ne sache ce qui s'est véritablement déroulé durant un peu plus de vingt-quatre heures ; pourtant, l'expérience de l'élection de 2005 montre qu'à l'ère d'une communication omniprésente, le mystère tend à s'effilocher. L'élection du cardinal Bergoglio s'est d'ailleurs vraisemblablement décidée lors des repas et non dans l'enceinte de la chapelle Sixtine, car, comme le rappelle un des électeurs de 2005 : « Depuis la Cène, les décisions importantes de l'Église se prennent à table ».